# Innamorarsi alla mia età
Albums de Julio Iglesias
À vous les femmes
(1979) Hey!
(1980)
Singles
1. Se tornassi...
Sortie : 1979
2. Quando si ama davvero
Sortie : 1980

Innamorarsi alla mia età est le troisième album italophone du chanteur espagnol Julio Iglesias, sorti le 17 septembre 1979 chez CBS. La plupart des chansons de cet album sont des adaptations en italien de l'album Emociones (1978).
L'album rencontre le succès en Italie notamment, où il atteint la première place des ventes, s'écoulant à plus d'1,5 million d'exemplaires. Il a également été certifié disque d'or en Australie.

## Liste des titres
Toutes les paroles sont écrites par Gianni Belfiore (it).
| 1. | Non si vive così           | - Pierre Billon - Jacques Revaux                     | 4:47 |
| 2. | Innamorarsi alla mia età   | - Manuel Alejandro - Ana Magdalena                   | 5:09 |
| 3. | Quasi un Santo             | - Julio Iglesias - Ramón Arcusa - Manuel de la Calva | 2:58 |
| 4. | La nostra buona educazione | - Anselmo Genovese (it)                              | 3:42 |
| 5. | Un giorno tu un giorno io  | - Phil Trim - de la Calva - Arcusa                   | 3:00 |

| Face B | Face B                        | Face B                                   | Face B | Face B | Face B | Face B | Face B | Face B | Face B |
| No     | Titre                         | Auteur                                   | Durée  |        |        |        |        |        |        |
| ------ | ----------------------------- | ---------------------------------------- | ------ | ------ | ------ | ------ | ------ | ------ | ------ |
| 1.     | Se tornassi...                | - Albert Hammond - Gomez                 | 2:48   |        |        |        |        |        |        |
| 2.     | A meno che                    | - Iglesias - de la Calva - Arcusa        | 4:51   |        |        |        |        |        |        |
| 3.     | Quando si ama davvero         | - Gonzalo Roig (en)                      | 4:15   |        |        |        |        |        |        |
| 4.     | Chi mi aspettava non è più la | - Dino Ramos (es)                        | 3:30   |        |        |        |        |        |        |
| 5.     | Amo te                        | - Trim - de la Calva - Arcusa - Iglesias | 3:33   |        |        |        |        |        |        |
| 38:33  |                               |                                          |        |        |        |        |        |        |        |

## Crédits
- Gianni Belfiore (it) – adaptations en italien
- Ramón Arcusa – producteur, arrangements et direction d'orchestre
- Rafael Ferro – arrangements (piste B3)
- Juan Vinader – ingénieur du son
- Bruce Hensal – ingénieur du son
- Bob Castle – ingénieur du son adjoint
- Angelo Cozzi (it) – photographie
- Cesare Monti – pochette
- Wanda Monti – pochette

Adaptés des notes d'accompagnement de Innamorarsi alla mia età.

## Classements et certifications
| Classement (1979–80) | Meilleure position |
| -------------------- | ------------------ |
| Italie (AFI)         | 1                  |

| Classement (1980) | Position |
| ----------------- | -------- |
| Italie (AFI)      | 6        |

### Certifications et ventes
| Pays                                                                                                   | Certification | Ventes certifiées |
| --- | ------------- | ----------------- |
| Australie (ARIA)                                                                                       | Or            | 35 000^           |
| Italie (AFI)                                                                                           | NC            | 1 500 000^        |
| *Ventes selon la certification ^Mise en rayon selon la certification xNon précisé par la certification |               |                   |